# Cane pastore italiano
Il Pastore Italiano è una razza canina dalle orecchie erette, con la caratteristica della punta che tende a curvare leggermente all'interno. Il corpo è lungo, con possente posteriore; la lunghezza del tronco deve essere del 30% superiore  rispetto all'altezza.
Nel 1997 viene stilato il primo ed attuale standard di razza, riconosciuto dall'A.N.C.I. (Associazione Nazionale Cinofilia Italiana). 
Altra peculiarità è la crescita lenta: la maturità viene raggiunta nel maschio intorno ai 4 anni. È un cane molto longevo, che vive in media circa 17 anni.

## Standard
Gli standard del cane pastore italiano sono riportati di seguito:

### Testa e occhi
- Cranio largo, collo corto e muscoloso.
- Occhi: tondi di colore marrone o ambrato.

### Orecchie
Attaccate alte, erette, con punta a rientrare.

### Mantello e tartufo
- Pelo corto o semilungo, con fitto sottopelo, unicolore o mantello nero con sfumature, tollerata macchia bianca sul petto.
- Tartufo, gengive, polpastrelli e unghie: colore nero.

### Arti, piedi e coda
- Arti anteriori: robusti, spalle ben sviluppate e inclinate, appiombi dritti e ben distanti.
- Arti posteriori: Cosce ben muscolose, e potenti, garretti leggermente inclinati e forti.
- Piedi: aperti, palmati.
- Coda: lunga, attaccata alta.